# Кадетский корпус
Кадетский корпус — начальное военно-учебное заведение (корпус) с программой среднего учебного заведения с полным пансионом для подготовки кадет к военной или государственной службе.

## Кадетские корпуса в Европе
Первые кадетские корпуса появились в Пруссии в 1653 году, когда великим курфюрстом была учреждена первая кадетская школа для несения дворянскими детьми воинской службы. В 1716 году прусский король Фридрих Вильгельм I сформировал в Берлине роту кадет, назначив её шефом своего четырёхлетнего сына, будущего полководца Фридриха Великого.
В начале XX века кадетские корпуса имелись в Германии, Японии и Черногории, учебные заведения кадетского типа — практически во всех развитых государствах мира.

## Кадетские корпуса в Российской империи
Гарнизонные школы, низший разряд военно-учебных заведений в России, можно считать предшественниками кадетских корпусов в России. Возникшие в 1721 году по указу Петра I, находившиеся при воинских гарнизонах (полках) школы обучали солдатских детей (с 7 лет) грамоте, строевой подготовке, основам артиллерии, инженерного дела и другим военным наукам. В возрасте 15 лет их воспитанники зачислялись в армию. Основанную Петром I в 1701 г. «Школу математических и навигацких наук», существовавшую на тех же принципах, всё же нельзя отнести к чисто военным учреждениям — там готовились специалисты по морским наукам вообще. Воспитанники кадетских корпусов по окончании полного курса в Российской империи принимались без экзаменов в военные училища и в высшие школы.
В России кадетский корпус впервые был основан по инициативе генерал-фельдмаршала Миниха: в 1732 году он представил на утверждение императрице Анне Иоанновне план устройства первого военно-учебного заведения в России «Корпуса кадет». Учащиеся кадетского корпуса носили военную форму и проходили строевое обучение.
В 1743 году была проведена первая реорганизация военно-учебных заведений: Школа навигацких искусств была переименована в Морской корпус, а Миниховский корпус — в Сухопутный шляхетный кадетский корпус. При Екатерине II было решено дать в сухопутных корпусах специализацию по родам оружия и основан Артиллерийский и инженерный корпус. При Александре I кадетские корпуса появились за пределами Петербурга: сначала в Шклове, (затем этот корпус был переведён в Москву), затем в Омске, Оренбурге, Гельсингфорсе, Нижнем Новгороде.
В 1831 году в связи с тем, что многие выпускники и ученики Калишского корпуса приняли участие в Польском восстании на стороне инсургентов, этот кадетский корпус был упразднён.

## Внутренняя организация корпусов до преобразований 1860-х годов
Кадетские корпуса первой половины XIX века совмещали в своей учебной программе общеобразовательный и военно-специальный курсы, и выпускали окончивших курс непосредственно в офицеры. Вследствие этого, кадеты должны были не только усвоить учебную программу, но и настолько ознакомиться со строевой службой, чтобы сразу же после поступления в полк быть способным командовать вверенными им подразделениями рядовых солдат. В строевом отношении каждый кадетский корпус представлял собой батальон, под командованием батальонного и ротных командиров, являвшихся штатными офицерами корпуса. Ежедневно проводились двухчасовые строевые занятия, включавшие в себя маршировку различными темпами (тихим, учебным, вольным, скорым и беглым шагом), ружейные приемы, церемониальные марши, ломку строя и всевозможные тактические построения, исполняемые по сигналам труб и барабанов. Строевой подготовке придавалось исключительное внимание — малейшее неточное движение или оплошность в выполнении команды считались преступлением, влекущим за собой строгие наказания. В летнее лагерное время те же фронтовые упражнения проводились дважды в день.
В петербургских и московских корпусах ежегодно проводились смотры, куда приезжал император Николай I, считавшийся большим знатоком фронтовой службы. В присутствии царя кадетские батальоны должны были показать исключительно высокую строевую выучку.
При разделении воспитанников на ротные группы учитывались не столько их возраст и успехи по учёбе, сколько строевые способности. Кроме того, воспитанники старших классов могли быть переводимы в младшие роты для помощи ротным офицерам в наблюдении за порядком и обучении фронту младших кадетов. Из-за этого в каждой из рот встречались кадеты самых разных возрастов. Кадетские корпуса были закрытыми учебными заведениями, где зачастую процветали негативные явления, обусловленные их специфической организацией: грубость нравов, конфронтация «отчаянных» кадетов с начальством и другими кадетами, и т. п. Везде была установлена суровая дисциплина с телесными наказаниями, причем ротным командирам было предоставлено право сечь кадетов розгами по своему усмотрению. За нарушения воинской дисциплины и внутреннего порядка кадеты старших классов могли быть отчислены на службу в армию в рядовом или унтер-офицерском звании.
В учебном отношении корпуса включали в себя 6 общих классов (вначале — 2 приготовительных и 4 общих; впоследствии был создан 1 приготовительный и 5 общих), и специальный курс, состоявший из I и II обязательных специальных класса, и III необязательного. В последний поступали по собственному желанию кадеты, стремившиеся углубить свои познания в военных науках.
В каждом классе разрешалось оставаться по два года, из-за чего некоторые кадеты проводили в приготовительных и общих классах очень много лет. Вызывалось это не только слабыми способностями или ленью, но и усиленными строевыми упражнениями, которые отнимали у кадетов силы и время для тщательного приготовления уроков.
III специальные классы были учреждены в последние годы дореформенной эпохи по инициативе Я. И. Ростовцева и существовали только в столичных (Москва и Санкт-Петербург) корпусах. Класс подразделялся на три отделения (направления): инженерное, артиллерийское и генерального штаба. Помимо общих для всех наук, в инженерном отделении изучались архитектура, строительное искусство, начертательная геометрия и фортификационное черчение. В артиллерийском преподавали высшую математику и артиллерийское черчение. На отделении же генерального штаба изучалась военная история, где требовалось большое самостоятельное сочинение (критический разбор какой-нибудь войны).
Кадеты — выпускники III специального класса получали чин прапорщика гвардии, или подпоручика артиллерии, или поручика армии. Из II специального класса выпускали в звании подпоручиков в артиллерию и армии, в зависимости от успехов по учёбе. Для тех же, кто много раз оставался на второй год в корпусе, делались смягчения — из I специального класса могли выпускать прапорщиками в линейные батальоны, а из 5 общего класса — в местные батальоны внутренней стражи, называемые «гарнизоном». В последних офицерское общество состояло в основном из «бурбонов», произведённых в офицеры рядовых солдат. На киверах они носили кокарду, имеющую вместо герба трёхпламенную гранату, очертания которой напоминали летящего воробья. Благодаря этому служивших в «гарнизоне» в военной среде зачастую называли «распятыми воробьями».

## Реформа 1863 года
После поражения в Крымской войне в 1855 г. назрела необходимость преобразований, как в армии, так и в военно-учебных заведениях. К тому времени только треть офицерских вакансий в армии замещалась кадетами; оставшийся некомплект покрывался произведёнными в офицеры юнкерами и вольноопределяющимися, часто имеющими минимальное общее и специальное образование:

В формуляре многих офицеров значилось тогда: «общее образование получил дома, военное — на службе»…— А. И. Деникин, «Старая армия»

…Выпущенные из кадетских корпусов офицеры отличались совершенным неведением военного быта и воинской дисциплины, не имели основательных научных познаний, пренебрегали исполнением служебных обязанностей и самою службой, нередко относились с неуважением к старшим и вообще вносили с собою такое нравственное направление, от которого можно было опасаться вредных последствии для самой армии. Вместо того, чтобы быть руководителем солдат и надежным помощником начальника, офицер, выпущенный из корпуса, сам нередко нуждался в дядьке; самоуверенность же, развитая в нём, препятствовала ему на службе приобрести необходимую практическую подготовку, что и побуждало тогда большую часть начальников в армии искать для своих частей офицеров из юнкеров, хотя и менее образованных, чем кадеты, но зато более полезных для службы своим знакомством с условиями военного быта и воинских требований.— генерал-майор М. С. Лалаев, «Исторический очерк образования и развития 1-го Московского кадетского корпуса. 1776—1878.»
В конце 1850-х — начале 1860-х гг., почти во всех корпусах происходили массовые нарушения дисциплины, зачастую переходившие в бунт. В 1-м Московском корпусе были официально зарегистрированы «неучтивые ответы», «неуместные и неприличные объяснения», «неисполнение приказаний», «неоднократное ослушание», «строптивость и упрямство», «возбуждение других к ослушанию», «грубость и дерзость», «самовольный уход из заведения», «присвоение и продажа чужой собственности». Во 2-м Московском — картёжная игра и «самовластный уход из классов». Александровский Брестский кадетский корпус был расформирован в 1863 г. из-за кадетского мятежа. Подобные явления имели место и в Новгородском графа Аракчеева кадетском корпусе:

Быть может…, мы смотрим на проступки глазами кадета старого времени, когда резкие ответы офицеру, отлучка за стены корпуса, возражения из строя, или отказ исполнить приказание, считались криминалами [sic], и были редкостью. Начиная с 1857 года они перечисляются в приказах 5 — 6 раз в месяц, к ним как будто привыкают, и за них ограничиваются убавлением одного или двух баллов за поведение, или арестом дня на три, и только в крайнем случае снятием погонов.
— генерал-лейтенант П. П. Карцов, «Исторический очерк Новгородского графа Аракчеева кадетского корпуса»
В 1863—1865 гг. в рамках общей военной реформы было упразднено несколько военно-учебных заведений, среди которых было и два кадетских корпуса, остальные (за исключением Пажеского и Финляндского корпусов) были разделены на военные училища, заменившие высшие (специальные) классы корпусов, и военные гимназии.

После русско-турецкой войны 1856 года было признано необходимым переустроить военно-учебные заведения с целью повысить общеобразовательные требования и поставить воспитанников старших классов в условия возможно близкие к военному быту, чтобы при выпуске в офицеры они были подготовлены вполне ко всем требованиям службы. Для этого специальные классы кадетских корпусов в 1863 году отделили от общих, с образованием из первых «Военных училищ» с чисто военной организацией, а из вторых — «Военных гимназий» с курсом общеобразовательным; в 1863 году основаны три военных училища: 1-е Павловское и 2-е Константиновское в СПб и 3-е Александровское в Москве.

В 1864 году на тех же основаниях учреждено из Школы гвардейских подпрапорщиков и кавалерийских юнкеров — Николаевское кавалерийское училище в СПб. Затем, ввиду того, что военно-учебные заведения были не в состоянии давать армии все необходимое ей число офицеров, пришлось учредить «Юнкерские училища», а для подготовки к поступлению в них «Военные прогимназии».— А. Л. Марков, «Кадеты и юнкера»

## Реформа 1882 года
К исходу 1881 г. был выработан план новых преобразований:
1. Восстановить наименование военных гимназий «кадетскими корпусами», так как это название точнее определяет их прямое назначение.
2. Сохранив установившийся в сих заведениях общеобразовательный учебный курс и общие основы воспитания, уравнять их в средствах содержания и придать всему строю внутренней жизни в них такой характер, который вполне отвечал бы цели учреждения подготовительных военно-воспитательных заведений.
3. Замещать впредь должности воспитателей исключительно офицерами.
4. Оставить по-прежнему разделение воспитанников на группы по возрастам и классам, присвоив этим группам наименование «рот», с установлением вновь должностей ротных командиров.
5. Военные прогимназии положено одновременно с тем упразднить, сохранив из них только Вольскую и Ярославскую, с переименованием их в «Военные школы», собственно для воспитания и элементарного образования малолетних, удаляемых из кадетских корпусов по малоспособности или нравственной испорченности.

— А. Л. Марков, «Кадеты и юнкера»
В 1882 году была проведена большая реформа военно-учебных заведений, местные военные гимназии были переименованы в кадетские корпуса, также в кадетский корпус была преобразована школа гвардейских подпрапорщиков; в Новочеркасске появился Донской Императора Александра III кадетский корпус, а несколько позже в Оренбурге был основан 2-й Оренбургский кадетский корпус.
В начале XX века в связи с увеличением населения на окраинах империи были основаны кадетские корпуса в Ташкенте и Хабаровске, также появились новые корпуса и в центральных губерниях.
К 1914 году кадеты имели свою субкультуру, так называемые «кадетские традиции». Создавалась специальная книга «Звериада», где в язвительной стихотворной шутливой форме высмеивались воспитатели или даже сам директор корпуса. Периодически в неё вписывались какие-то смешные эпизоды жизни кадет. Эта книга передавалась следующему выпуску во время «ночного парада» — передачи традиций и полномочий от выпускного курса следующему по старшинству. К ней крепились жетоны и знаки выпуска. Этот неофициальный ритуал, часто запрещённый, сопровождался театрализованным представлением с переодеванием. Парад принимал «генерал» выпуска из таких же кадет. «Звериадой» назывались также стихи о кадетском корпусе из этой книги. Существовал и так называемый «Кадетский журавель».
К 1917 году на территории России действовало 30 кадетских корпусов. В 1918 году кадетские корпуса на контролируемой большевиками территории были упразднены; несколько корпусов действовало в эмиграции. За рубежом также после 1920 года из бывших воспитанников стали образовываться объединения по своим корпусам. В 1928 году образовался союз «Объединенные Кадеты Российских Императорских Корпусов в Королевстве Сербов, Хорватов и Словенцев», который с 1934 года переместился во Францию, в Париж. Большинство кадет российских императорских кадетских корпусов нашли свой последний приют на двух участках русского кладбища Сент-Женевьев-де-Буа. Последние зарубежные кадеты успели передать свои традиции и даже преемственность в некоторые кадетские корпуса современной России.

## Казачьи кадетские корпуса
Несколько казачьих кадетских корпусов содержались на средства, отпущенные из войсковых капиталов; они были доступны для детей всех казаков, но первенство приема принадлежало сыновьям офицеров, чиновников и дворян. По времени основания, самым старшим из казачьих кадетских корпусов был Оренбургский Неплюевский, основанный в 1825 г.; следующий за ним — Омский кадетский корпус, преобразованный из Войскового казачьего училища в 1848 г.; затем шли Донской Императора Александра III кадетский корпус, с годом основания 1883-м, Второй Оренбургский кадетский корпус, основанный в 1887 г., и, наконец самый молодой — Владикавказский кадетский корпус, основанный в 1901 г.

## Список кадетских корпусов Российской империи
В скобках указана дата основания и преобразования, выделено наиболее распространённое в литературе именование корпуса.
1. Школа математических и навигацких наук (1701); Морской кадетский корпус (1743)
2. Миниховский корпус кадетов (1732); Сухопутный шляхетный кадетский корпус (1743); Императорский сухопутный кадетский корпус (1766); 1-й кадетский корпус (1800)
3. Артиллерийский и инженерный шляхетный кадетский корпус(1762); 2-й кадетский корпус (1800); 2-й кадетский Императора Петра Великого кадетский корпус (1912). В настоящее время Военный инженерно-космический университет им. А. Ф. Можайского
4. Шкловское благородное училище (1788); Гродненский кадетский корпус (1795); Смоленский кадетский корпус (1806); 1-й Московский кадетский корпус (1837); 1-й Московский Императрицы Екатерины Великой кадетский корпус (1903)
5. Горный кадетский корпус (1804); упразднён в 1833 в связи с преобразованием в Горный институт
6. Императорский военно-сиротский дом (1798); Павловский кадетский корпус (1829); преобразован в 1863 г. в Павловское военное училище
7. Александринский сиротский институт (1830); Александринский сиротский кадетский корпус (1850); преобразован в 1863 г. в Александровское военное училище
8. Тамбовское дворянское училище (1802); Тамбовский кадетский корпус (1830); Неранжированная рота Воронежского кадетского корпуса (1841); упразднён в 1865
9. Новгородский графа Аракчеева кадетский корпус (1834); Нижегородский графа Аракчеева кадетский корпус (1882)
10. Орловский Бахтина кадетский корпус (1835)
11. Полоцкий кадетский корпус (1835)
12. Петровский Полтавский кадетский корпус (1836)
13. Воронежский Великого Князя Михаила Павловича кадетский корпус (1845)
14. 2-й Московский кадетский корпус (1837); 2-й Московский Императора Николая I кадетский корпус (1896)
15. Тульское Александровское военное училище (?); Тульский Александровский кадетский корпус (1837); упразднён в 1863
16. Александровский Брестский кадетский корпус (1841); упразднён в 1863
17. Оренбургское Неплюевское военное училище (1824); Оренбургский Неплюевский кадетский корпус (1844)
18. Омское войсковое казачье училище (1813—1845); Сибирский кадетский корпус (1845—1906); Омский кадетский корпус (1906—1913); Первый Сибирский императора Александра I кадетский корпус (1913—1925)
19. Александровский кадетский корпус для малолетних сирот в Царском Селе (1829—1862)
20. Неранжированный Владимирский-Киевский кадетский корпус (1852); Владимирский Киевский кадетский корпус (1857)
21. Симбирская военная гимназия (1873); Симбирский кадетский корпус (1882)
22. 3-я Петербургская военная гимназия (1873); Александровский кадетский корпус (1882); Императора Александра II кадетский корпус (1903)
23. Тифлисская военная гимназия (1875); Тифлисский кадетский корпус (1882); Тифлисский Великого Князя Михаила Николаевича кадетский корпус (1909)
24. 4-я Московская военная гимназия (1876); 4-й Московский кадетский корпус (1882); 3-й Московский Императора Александра II кадетский корпус (1908)
25. Псковская военная гимназия (1876); Псковский кадетский корпус (1882)
26. 3-я Московская военная гимназия (1874); 3-й Московский кадетский корпус (1882), упразднён в 1893
27. Донской кадетский корпус (1883); Донской Императора Александра III кадетский корпус (1898)
28. 2-й Оренбургский кадетский корпус (1887)
29. Ярославский кадетский корпус (1896)
30. Суворовский кадетский корпус в Варшаве (1899)
31. Одесский кадетский корпус (1899); Одесский Великого Князя Константина Константиновича кадетский корпус (1915)
32. Сумский кадетский корпус (1900)
33. Хабаровский кадетский корпус (1900); Хабаровский графа Муравьёва-Амурского кадетский корпус (1908)
34. Владикавказский кадетский корпус (1902).
35. Ташкентский Его Императорского Высочества Наследника Цесаревича кадетский корпус (1904)
36. Вольский кадетский корпус (1908)
37. Иркутский кадетский корпус (1913) (последний кадетский корпус, открытый в Российской империи)
38. Школа гвардейских подпрапорщиков (1823); Николаевский кадетский корпус (1882)
39. Финляндский кадетский корпус (1812), упразднён в 1903
40. Калишский кадетский корпус (1793); упразднён в 1831

## Список русских кадетских корпусов в эмиграции
1. Крымский кадетский корпус (1920, Крым, на основе «Сводного Полтавско-Владикавказского кадетского корпуса») находился в Королевстве Югославия и был закрыт в августе 1929 года[5].
2. 2-й Донской Кадетский Корпус (1920, Крым); в дальнейшем ему было возвращено имя Донского императора Александра III кадетского корпуса. Корпус находился в городе Горожде, Королевство Югославия и был закрыт 1 августа 1933 года[5].
3. Первый Русский Великого Князя Константина Константиновича кадетский корпус (такое название с 5 декабря 1929), он же Сводный Русский Кадетский Корпус в Сербии (со 2 августа 1920); он же Русский Киево-Одесский кадетский корпус в Королевстве С. Х. С. (c 7 августа 1920) — учил детей русских эмигрантов и сербов до 1944 года[5].
4. Русский кадетский корпус-лицей имени императора Николая II в Версале (1930)
5. Морской корпус в Бизерте действовал до 1925 года.
6. Хабаровский кадетский корпус в Шанхае действовал до 1925 года.
7. Кадетские классы при приюте Тихона Задонского в Шанхае (1940)

## Список кадетских корпусов Российской Федерации
В начале 1990-х годов кадетские корпуса были воссозданы в Российской Федерации. В частности, в Санкт-Петербурге появились:
- Военно-космический Петра Великого кадетский корпус;
- Санкт-Петербургский кадетский ракетно-артиллерийский корпус;
- Кадетский корпус железнодорожных войск.

В 2011 году они были объединены в один, под названием «Санкт-Петербургский кадетский военный корпус».
В 1995 году был создан Кронштадтский морской кадетский военный корпус.
Кроме того, в разные годы существовали:
- Военно-технический кадетский корпус (Тольятти);
- Георгиевский маршала Жукова кадетский корпус (Москва).

Позднее были созданы так называемые президентские кадетские училища.
В 2002 году в Москве открылся Казачий кадетский корпус, впоследствии ставший Президентским училищем.
По состоянию на 2021 год, в системе Минобороны России имелось 9 кадетских корпусов (в том числе и являющиеся кадетскими корпусами Пансион воспитанниц Минобороны и его филиал в Санкт-Петербурге), а также 7 президентских кадетских училищ (и ещё 2, являющихся филиалами Нахимовского военно-морского училища).
Также во многих школах созданы кадетские классы. По состоянию на апрель 2022 года в Санкт-Петербурге они созданы в 32 школах, в них обучаются более 5 тысяч детей.
Кроме того, кадетские корпуса созданы при Следственном комитете Российской Федерации — кадетский корпус в Москве, кадетская школа-интернат в Химках и кадетский корпус в Санкт-Петербурге, а также являющийся кадетским корпусом Пансион воспитанниц СК России.
Из других ведомств — в МЧС России (Кадетский пожарно-спасательный корпус Академии гражданской защиты МЧС России), Пограничной службе ФСБ России, МВД России, МИД России. Также имеются так называемые казачьи кадетские корпуса, например Казачий кадетский корпус имени атамана И. А. Бирюкова (Астраханская область), Кубанский казачий кадетский корпус имени атамана М. П. Бабыча (Краснодар), Казачий кадетский корпус имени Героя Российской Федерации Олега Куянова (Новосибирская область).
С 2010 года кадетские классы в школах имеются также в системе ФСО России.